# Betanj
Betanj (cyr. Бетањ) – wieś w Bośni i Hercegowinie, w Republice Serbskiej, w gminie Šekovići. W 2013 roku liczyła 161 mieszkańców.